# Shijiazhuang Gongfu Football Club
El Shijiazhuang Gongfu Football Club (en chino simplificado, 石家庄功夫足球俱乐部) es un equipo de Fútbol de China que juega en la Primera Liga China, la segunda división nacional.

## Historia
Fue fundado en el año 2020 en la ciudad de Shijiazhuang en la provincia de Hebei con el nombre Hebei Jingying Zhihai por socios del difunto Hebei Aoli Jingying luego de ser adquirido por el Beijing Sports University Group.
Fue campeón de la liga provincial en ese año, con lo que lograron clasificar al torneo nacional aficionado de ese año, donde perdieron en los cuartos de final. En 2021 cambia su nombre por el de Hebei Kungfu y fue admitido en la Segunda Liga China para la temporada 2021 luego del abandono de varios equipos. En ese año terminaron en segundo lugar y obtuvieron el ascenso a la Primera Liga China.
En 2022 cambian su nombre por el de Shijiazhuang Gongfu.

## Nombres
- 2020 Hebei Jingying Zhihai 河北精英志海
- 2021 Hebei Kungfu 河北功夫
- 2022– Shijiazhuang Gongfu 石家庄功夫

## Palmarés
- Liga Provincial de Hebei: 1

2020